# Tom Clancy's H.A.W.X. 2
Tom Clancy's H.A.W.X.2 es la segunda entrega del videojuego del género simulación de vuelo que se estrenó en EE.UU. el 3 de septiembre de 2010, disponible para PlayStation 3, Xbox 360, Wii y PC.
La versión de PS3 fue lanzada una semana después, el 10 de septiembre. Las versiones para PC y Wii del juego fueron liberadas el 12 de noviembre. Este juego está disponible a través de OnLive.

## Argumento
Después de los acontecimientos del primer juego, el escuadrón HAWX es enviado a Oriente Medio, donde el nivel de violencia está siendo la máxima registrada, y la aparición de líderes insurgentes en varios puntos diferentes. El equipo también tiene que investigar la misteriosa desaparición de armas nucleares rusas. El jugador será el control de tres grupos: uno de América (Alex Hunter), una británica (Colin Munro) y un ruso (Dimitri Sokov), cada uno con su propia los pilotos y los personajes secundarios. También habrá referencias a otros personajes en el universo Tom Clancy.
El juego comienza con el coronel David Crenshaw participar en una misión de patrulla rutinaria en el Oriente Medio. Después de detener un ataque insurgente, una andanada de misiles se dispararon en la base de la Fuerza Aérea que estaba estacionado en Crenshaw, con uno de los misiles deshabilitar aviones Crenshaw, resultando Crenshaw estar en cautiverio enemigo y matar a sus camaradas de la serie anterior. Una fuerza de ataque conjunta, coordinada por el teniente coronel Simms y compuesto por la Marina de EE.UU., Fuerza Aérea de EE.UU., y un escuadrón de Ghost Recon ejecuta una operación para rescatar a Crenshaw. Ellos son apoyados por el Mayor Rebecca Walters, que los pilotos de un avión AC-130 durante el rescate. En Escocia, la Royal Navy piloto Colin Munro se encuentra con un avión de pasajeros no identificados que explota de una bomba a bordo cuando se someten a ejercicios de entrenamiento. En Rusia, un escuadrón de la fuerza aérea al mando del coronel y el capitán Dimitri Denisov Sokov involucra aeronaves separatistas, pero recibe la orden de retirarse de la región después de numerosas instalaciones militares de Rusia han sido atacados.
Poco después de su rescate, Crenshaw permanece a bordo de un portaaviones debido a un brazo lesionado y lleva a cabo una operación de vigilancia remota con el agente Voron Drachev. Drachev fue originalmente cubierto dentro de la célula insurgente del Medio Oriente de Rusia, solo para que su cobertura se soplado. Una gran operación militar escala compuesta de Drachev y los militares de EE.UU. se lleva a cabo para asegurar la región. Poco después, Drachev ejecuta una operación conjunta con Rusia Spetznaz y la Fuerza Aérea de Rusia para recuperar robados ojivas nucleares de separatistas en Romaniskhov. Sin embargo, solo dos de las cuatro cabezas fueron recuperados, y el transporte Drachev es derribado en la mitad de la extracción. Coronel Denisov y Sokov capitán proporcionar apoyo aéreo a lo mejor de sus capacidades, solo para el par de volar la presa Nevskaya con el fin de evitar que las cabezas nucleares caigan en manos enemigas, supuestamente matando a Drachev. A pesar de sus esfuerzos, una ojiva nuclear es detonada en el campo petrolero Romashkino. Como resultado del ataque, ultranacionalistas rusos toman el control de Rusia bajo el liderazgo del presidente Alejandro Treshkayev.
Mientras que los pilotos Sokov un UAV para matar a los separatistas, Drachev secretamente le llama en un centro de comando, revelando que los acontecimientos en Rusia había sido un ardid para la ultranacionalistas rusos para sabotear la economía energética de Rusia y tomar el control del gobierno ruso. Como resultado del control ultranacionalista, Rusia entonces crear una guerra para obtener los recursos necesarios tanto y el gobierno se declaró como héroes. Drachev ha Sokov traza una llamada con uno de los miembros separatistas al general Morgunov, al mando del oficial Sokov. Después de estar al tanto de la verdad, escapa Sokov de una instalación militar con Drachev y se retira a la custodia Crenshaw con las pruebas de cargo. Drachev y EE.UU. Hunter pilotos, Simms, y Walters someterse a una operación conjunta para desarmar a una de las cabezas nucleares que quedan en Ciudad del Cabo.
Mientras tanto, Munro y la Royal Navy repele un asalto de la Armada de Rusia. La Marina Real a continuación, se somete a una operación conjunta con los militares de EE.UU., Sokov, Drachev, y las fuerzas de Noruega para atacar los militares Morgunov y el asalto de Moscú. Durante las etapas finales de la operación, Morgunov revela que él y Treskayev no actuó por su cuenta, pero "cumpliendo órdenes" de una "misteriosa organización". Tiene la intención de detonar ojivas nucleares en una base militar capturado para atacar a la organización. El producto escuadrón HAWX con el asalto final y destruye la base subterránea, con Simms, Walters, el coronel Denisov, y Morgunov pierden en el proceso.

## Jugabilidad
El juego es similar a la anterior. El jugador controla varios aviones, entre ellos el AC-130, GR9 Harrier, F-22 Raptor, A-10 Thunderbolt II, F-16 Fighting Falcon, Eurofighter Typhoon, F-35 Lightning II y el Su-37 Terminator. También hay tiempo de precisión noche dirigida bomba y los vehículos aéreos no tripulados, que desempeña un papel importante en las misiones de sigilo. Las nuevas características incluyen la capacidad de despegue y la tierra, con varios escenarios que requieren enfoques diferentes. Por ejemplo, el aterrizaje en un campo de aviación en el medio del día no será el mismo que un aterrizaje de la medianoche en un portaaviones. Los gráficos también se han mejorado, con un nuevo sistema de daños se están aplicando. La IA se ha mejorado también, con acciones más realistas, tales como esquivar y maniobrar. El juego también contará con un período de cuatro jugadores co-op a través del juego así como una "contradicción multijugador completo" con hasta ocho jugadores. El jugador también puede ir de cabeza a cabeza en combates cerca de alcance y el uso de aire-aire de reabastecimiento en la mitad de las misiones.

## Problemas
HAWX 2 ha informado de que sufre de un gran número de bugs y problemas técnicos. La mayoría de estos problemas son más comunes en la versión para PC, donde numerosos errores hacen que la campaña sea imposible de completar, y causa serios problemas con la conectividad en el modo multijugador. Debido a estos problemas la versión de PC se considera que es casi imposible de jugar, mientras que versiones de otras consolas del juego todavía se consideran muy buggys, Ubisoft no ha hecho ningún intento de solucionar los problemas de PC. No es posible cambiar entre la cabina y puntos de vista en tercera persona en el juego, los puntos de vista solo se pueden cambiar a través del menú de pausa. HAWX 2 tiene un menor número de aviones que los que se puede volar en HAWX. En cuanto a los detalles visuales en los modelos de aviones, HAWX 2 ha mejorado mucho respecto a su predecesor. Sin embargo, todavía hay algunas inconsistencias en lo que respecta a los detalles visuales de los 3 modelos de aviones; (por ejemplo, el Su-37 en el juego tiene un solo engranaje de rueda delantera en el juego, mientras que en la vida real tiene doble engranaje de ruedas).
- Datos: Q2661537